# Great Bealings

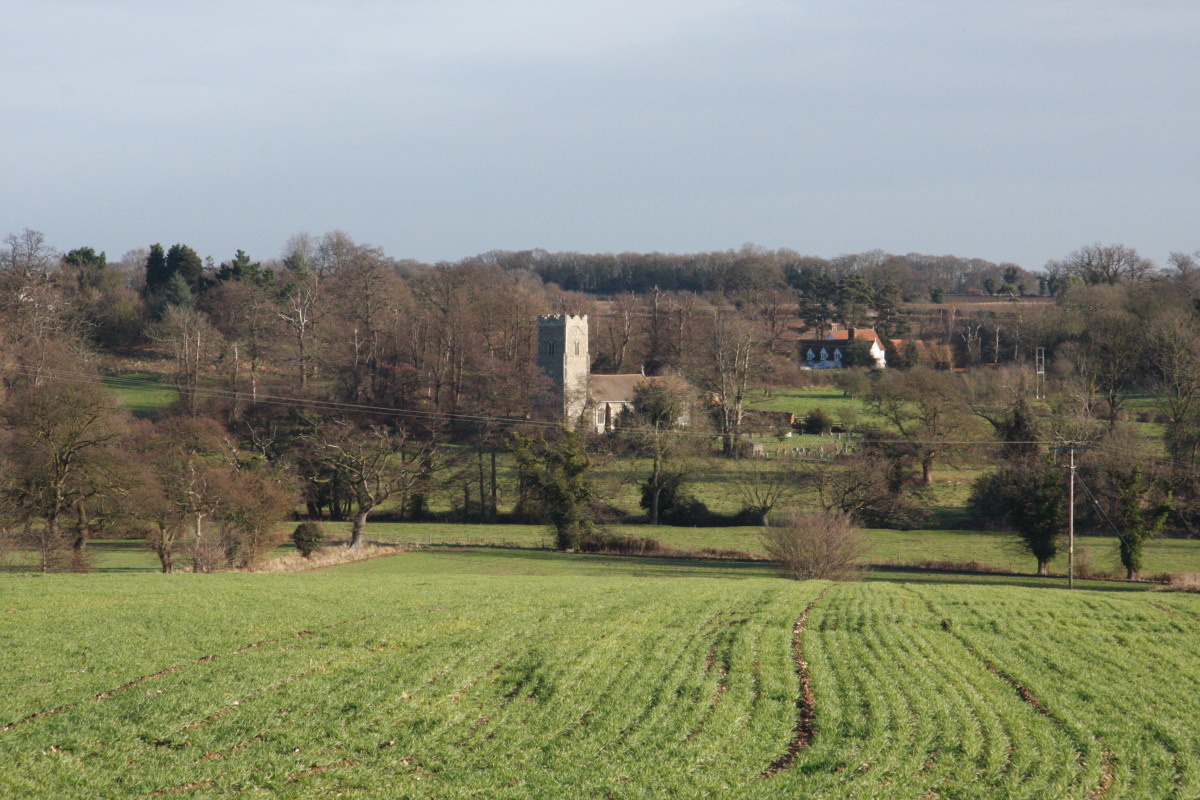
St Mary's church vom gegenüberliegenden Ufer des Lark

Great Bealings ist ein Dorf und eine Gemeinde (Parish) in Suffolk, Vereinigtes Königreich, am Fluss Lark mit ca. 310 Einwohnern. Es liegt in der Nähe von  Ipswich  und Woodbridge. Das Dorf ist eine angelsächsische Gründung, ein Herrenhaus in Bealings wird bereits im Domesday Book erwähnt, wurde aber 1775 abgerissen. Great Bealings hieß bis 1674 Belinges Magna.